# Bay Point (Anvers-Insel)
Der Bay Point (englisch für Buchtspitze, in Argentinien Punta Bahía, in Chile Punta Bay) ist eine Landspitze an der Südostküste der Anvers-Insel im Palmer-Archipel westlich der Antarktischen Halbinsel. Sie markiert die Ostseite der Einfahrt vom Neumayer-Kanal zur Börgen-Bucht.
Teilnehmer der Belgica-Expedition (1897–1899) unter der Leitung des belgischen Polarforschers Adrien de Gerlache de Gomery entdeckten die Landspitze. Ihr Name ist erstmals auf Kartenmaterial aus dem Jahr 1927 zu finden, das im Zuge der britischen Discovery Investigations entstand. Die deskriptive Benennung geht jedoch vermutlich auf einen früheren Zeitpunkt zurück.